# Republiken Nya Afrika

Republiken Nya Afrikas flagga

Republiken Nya Afrika, på engelska Republic of New Afrika (RNA), är en föreslagen självständig stat i Nordamerika med svart majoritet, belägen i de sydöstra delarna av dagens USA. Tanken på ett sådant land formulerades 31 mars 1968, på Black Government Conference i Detroit, Michigan, USA.
Staten är tänkt att omfatta delstaterna Louisiana, Mississippi, Alabama, Georgia och South Carolina samt befolkningsmässigt av svarta dominerade counties i Arkansas, Tennessee och Florida.